# Цар Борис III (булевард в София)
„Цар Борис III“ е основен булевард в София с дължина 5 km.
Започва от моста над бул. „Акад. Иван Евстратиев Гешов“, като продължение на бул. „Ген. Тотлебен“. Прекосява няколко столични квартала – ж.к. Лагера, ж.к. Хиподрума, кв. Красно село, като преминава съвсем близо до самия пазар със същото име и покрай Колежа по мениджмънт, търговия и маркетинг, кв. Бъкстон, където се намира и 6-то Районно полицейско управление, кв. Павлово и едноименния пазар, през кв. Княжево и достига до вилна зона Черният кос, където се движи успоредно на Владайската река. Накрая, напускайки границите на София, се влива в  европейски път E79 в посока Перник и Кулата.

## Обекти
- Северозападна страна
  - № 132: Народно читалище „Никола Йонков Вапцаров – 1922“
- Югоизточна страна

## Градски транспорт
Притежава добра транспортна връзка с:
- центъра - трамваи 4, 5 и 11, трети метродиаметър на софийското метро;
- околните квартали и жилищни комплекси - трамвай 11, автобуси Е73, 107 (кв. "Суходол"), автобус 260 („кв. Горна баня“);
- села и вилни зони - автобуси 58 и 59 до селата Владая и Мърчаево, автобус 103 до в.з. Люлин;
- планина Витоша и Златните мостове - автобус 63.